# Zew piekieł
Zew piekieł (ang. The Calling) – amerykańsko-niemiecki horror z 2000 roku napisany przez Johna Rice’a i Rudy'ego Gainesa oraz wyreżyserowany przez Richarda Caesara. Wyprodukowany przez Constantin Film Produktion, IMF Internationale Medien und Film GmbH & Co. Produktions KG w asocjacji z Fanes Film.
Premiera filmu miała miejsce 21 grudnia 2000 roku w Niemczech.

## Opis fabuły
Amerykańska dziennikarka Kristie St. Clair (Laura Harris) leży ciężko ranna w szpitalu na wyspie Man i opowiada księdzu Mullinowi historię, w której uczestniczyła. Państwo Plummerowie, Elizabeth (Alice Krige) i Jack (John Standing), wydają w swojej luksusowej posiadłości przyjęcie weselne dla Kristie i Marka St. Clair (Richard Lintern).

## Obsada
- Laura Harris jako Kristie St. Clair
- Richard Lintern jako Mark St. Clair
- Francis Magee jako Carmac
- Alex Roe-Brown jako Dylan St. Clair
- Alice Krige jako Elizabeth Plummer
- John Standing jako Jack Plummer
- Peter Waddington jako ojciec Mullin
- Nick Brimble jako inspektor policji Oliver Morton
- Rachel Shelley jako Shelly
- Camilla Power jako Lynette
- Deborah Baxter jako recepcjonistka
- Jack MacKenzie jako Norman

i inni